# Département Yvelines

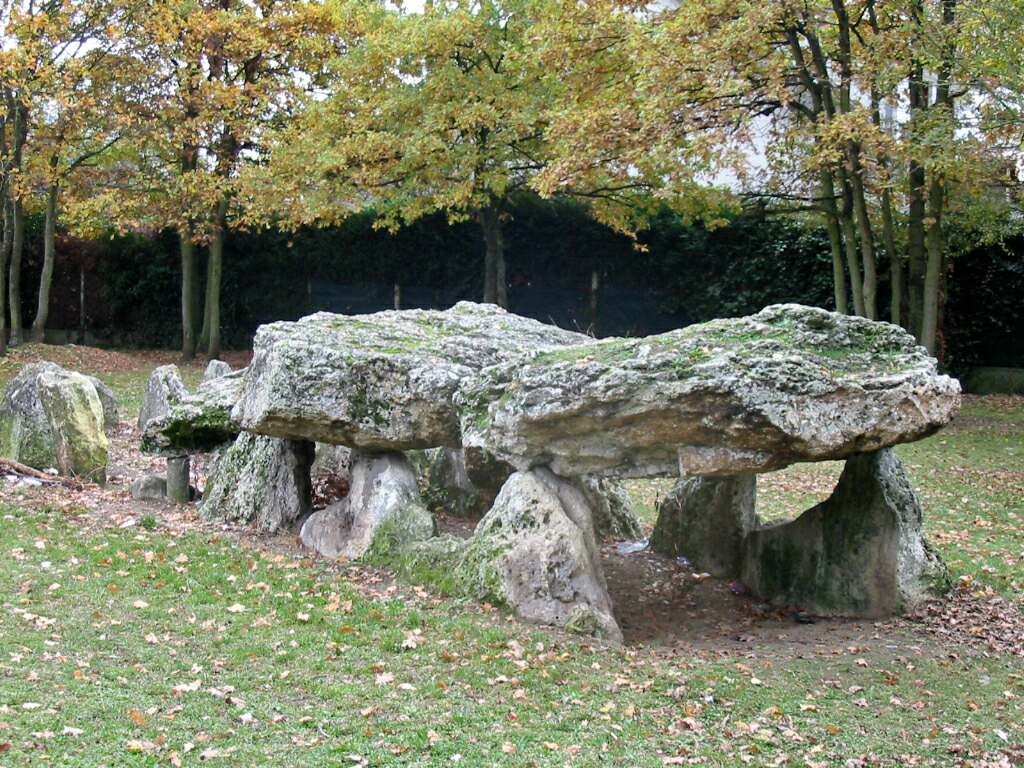
Allée couverte de la Justice

Das Département des Yvelines [iˈvlin] ist das französische Département mit der Ordnungsnummer 78. Es liegt im westlichen Teil der Region Île-de-France im Großraum Paris und ist nach dem früheren Namen des Waldes von Rambouillet benannt.

## Geographie
Das Département Yvelines grenzt im Nordwesten an das Département Eure, im Norden an das Département Val-d’Oise, im Osten an das Département Hauts-de-Seine, im Südosten an das Département Essonne und im Westen an das Département Eure-et-Loir.
Der Norden des Départements wird in westlicher Richtung von der Seine durchflossen. Im Süden liegt der Wald von Rambouillet (Forêt de Rambouillet), dessen östlicher Teil in den Regionalen Naturpark Haute Vallée de Chevreuse reicht.

## Wappen
Beschreibung: In Blau besäte goldene Lilien und zwei silberne Schrägwellenbalken.

## Vorgeschichte
Im Département Yvelines werden auch Megalithanlagen gefunden. Von den einst 17 bezeugten sind noch 8 erhalten. Bei Épône wurden mindestens vier identifiziert, darunter die Pierres de La Justice. Die jungsteinzeitlichen Kollektivgräber haben verschiedene Formen die alle in Yvelines vorkommen: Allée couverte, die Dolmen, das Hypogäum und Unikate wie die Allée sépulcrale von Bonnières-sur-Seine. Je nach Größe der Anlage, können sie hunderte von Bestattungen sowie reichlich Grabbeigaben enthalten, darunter geschliffene Äxte und Klingen aus Feuerstein, Keramik, Knochenwerkzeuge, Schieferobjekte und Schmuck.

## Geschichte
Das Département entstand 1968 bei der Aufteilung des Départements Seine-et-Oise in drei kleinere Départements. Die Ordnungsnummer 78 weicht von der alphabetischen Reihenfolge ab, da auf Yvelines die Nummer des aufgelösten Départements Seine-et-Oise übertragen wurde.

## Städte
Angesichts einer Einwohnerzahl, die der Münchens entspricht, und einer zum großen Teil zusammenhängenden Siedlungsfläche ist die kommunale Struktur von Yvelines stark zersplittert. Die bevölkerungsreichsten Gemeinden des Départements Yvelines sind:
| Stadt                    | Einwohner (2022) | Arrondissement        |
| ------------------------ | ---------------- | --------------------- |
| Versailles               | 83.918           | Versailles            |
| Sartrouville             | 51.570           | Saint-Germain-en-Laye |
| Saint-Germain-en-Laye    | 45.286           | Saint-Germain-en-Laye |
| Mantes-la-Jolie          | 44.246           | Mantes-la-Jolie       |
| Poissy                   | 40.792           | Saint-Germain-en-Laye |
| Conflans-Sainte-Honorine | 36.306           | Saint-Germain-en-Laye |
| Les Mureaux              | 34.151           | Mantes-la-Jolie       |
| Houilles                 | 33.617           | Saint-Germain-en-Laye |
| Montigny-le-Bretonneux   | 32.150           | Versailles            |
| Plaisir                  | 31.971           | Versailles            |

## Politik
Das Département wird in folgenden Parlamenten repräsentiert:
- durch 12 Abgeordnete des französischen Parlaments in der Assemblée nationale und sechs Senatoren im Senat,
- durch einen Abgeordneten im Europaparlament,
- durch 28 Regionalräte im Regionalrat (conseil régional) der Île-de-France.

Der Départementrat (conseil départemental) der Yvelines zählt 42 Abgeordnete (conseillers départementaux).

## Verwaltungsgliederung
Das Département Yvelines gliedert sich in 4 Arrondissements, 21 Kantone und 259 Gemeinden:
| Arrondissement        | Kantone | Gemeinden | Einwohner 1. Januar 2022 | Fläche km² | Dichte Einw./km² | Code INSEE |
| --------------------- | ------- | --------- | ------------------------ | ---------- | ---------------- | ---------- |
| Mantes-la-Jolie       | 5       | 109       | 282.318                  | 759,03     | 372              | 781        |
| Rambouillet           | 5       | 83        | 233.531                  | 987,33     | 237              | 782        |
| Saint-Germain-en-Laye | 10      | 44        | 534.403                  | 350,87     | 1.523            | 783        |
| Versailles            | 9       | 23        | 420.526                  | 187,20     | 2.246            | 784        |
| Département Yvelines  | 21      | 259       | 1.470.778                | 2.284,43   | 644              | 78         |

Siehe auch:

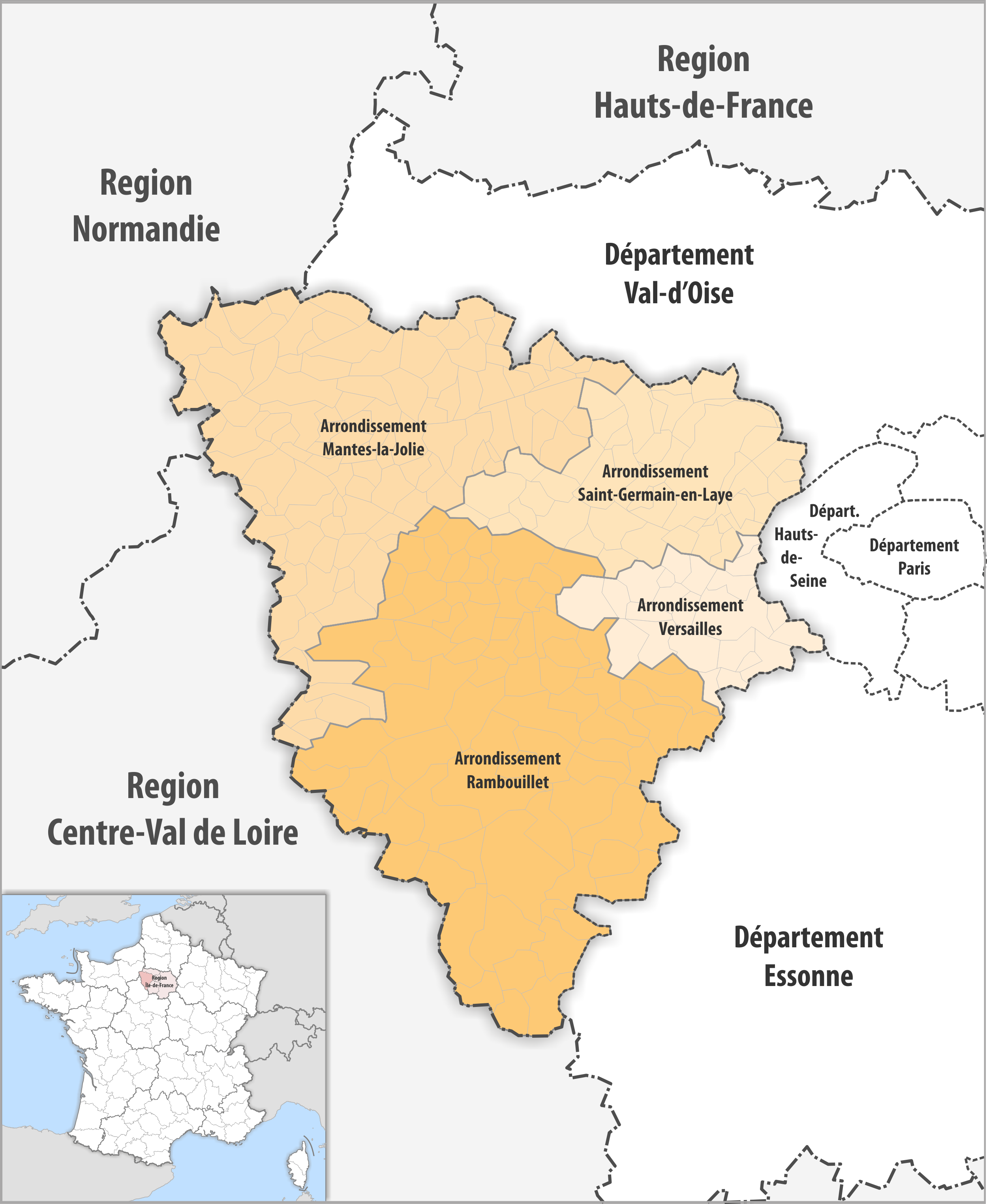
Gemeinden und Arrondissemente im Département Yvelines

- Liste der Gemeinden im Département Yvelines
- Liste der Kantone im Département Yvelines
- Liste der Gemeindeverbände im Département Yvelines

## Klima
Das Klima der Yvelines ist eine Mischung aus ozeanischen Einflüssen aus dem Westen sowie kontinentalen Einflüssen aus dem Osten, dennoch abgeschwächt durch die Eigenerwärmung des Großraumes Paris. Es ist außerdem nicht sehr feucht, mit nur einem durchschnittlichen Jahresniederschlagswert von 600 mm. Die kräftigen Westwinde schützen die Yvelines relativ gut vor Luftverschmutzung aus Paris. Gewittrige Lagen sind häufig im Sommer anzutreffen. Von lokalen Abweichungen (Mikroklima) sind vor allem die Gebiete an der Seine im Norden und Süden betroffen.

## Wirtschaft
Yvelines ist Standort zahlreicher Werke der Autoindustrie (Citroën, Peugeot, Renault), der Luft- und Raumfahrt- sowie Rüstungsindustrie und der chemischen und pharmazeutischen Industrie.

## Sehenswürdigkeiten
- Schloss Versailles
- Schloss Rambouillet
- Schloss Saint-Germain-en-Laye
- Cave aux Fées